# ヴァッレ・ダオスタ州

ヴァッレ・ダオスタ自治州
Regione Autonoma Valle d'Aosta
Région Autonome Vallée d'Aoste

- 1. ^  州に属する県はない
  - 主なコムーネ : シャティヨン, サン＝ヴァンサン
  - 略称 : AO
  - 郵便番号 : 110xx-11100
  - 市外局番 : 0165-0166
  - ISTATコード : 007

ヴァッレ・ダオスタ自治州（ヴァッレ・ダオスタじちしゅう、イタリア語: Valle d'Aosta, フランス語: Vallée d'Aoste ヴァレー・ドスト）は、イタリア共和国の北西部に位置する州。州都はアオスタ。イタリアに5つある特別自治州のひとつ。フランスやスイスと境を接するフランス語圏の地域であり、イタリア語とともにフランス語が公用語になっている。
アルプス山中に位置し、北にモンブランやマッターホルン、モンテ・ローザといった高峰が連なる。古くからアルプス越えの要衝であり、歴史的にはスイスとの間のグラン・サン・ベルナール峠、現代はフランスとの間のモンブラントンネルが重要な交通路として知られる。面積・人口・人口密度においてイタリア最小の州である。

## 名称
2つの公用語（イタリア語・フランス語）による正式名称はヴァッレ・ダオスタ（伊: Valle d'Aosta）／ヴァレー・ドスト（仏: Vallée d'Aoste）であるが、日常的にはヴァル・ダオスタ（伊: Val d'Aosta）／ヴァル・ドスト（仏: Val d'Aoste）の形も用いられる。
このほかこの地域で話される言語では、以下のように表現される。
- アルピタン語（アオスタ語）: Vâl d'Aoûta
- ドイツ語（アレマン語系ヴァリス語）: Aostatal （アオスタタール）
- ピエモンテ語: Val d'Osta （ヴァルドスタ）

## 地理

### 位置・広がり

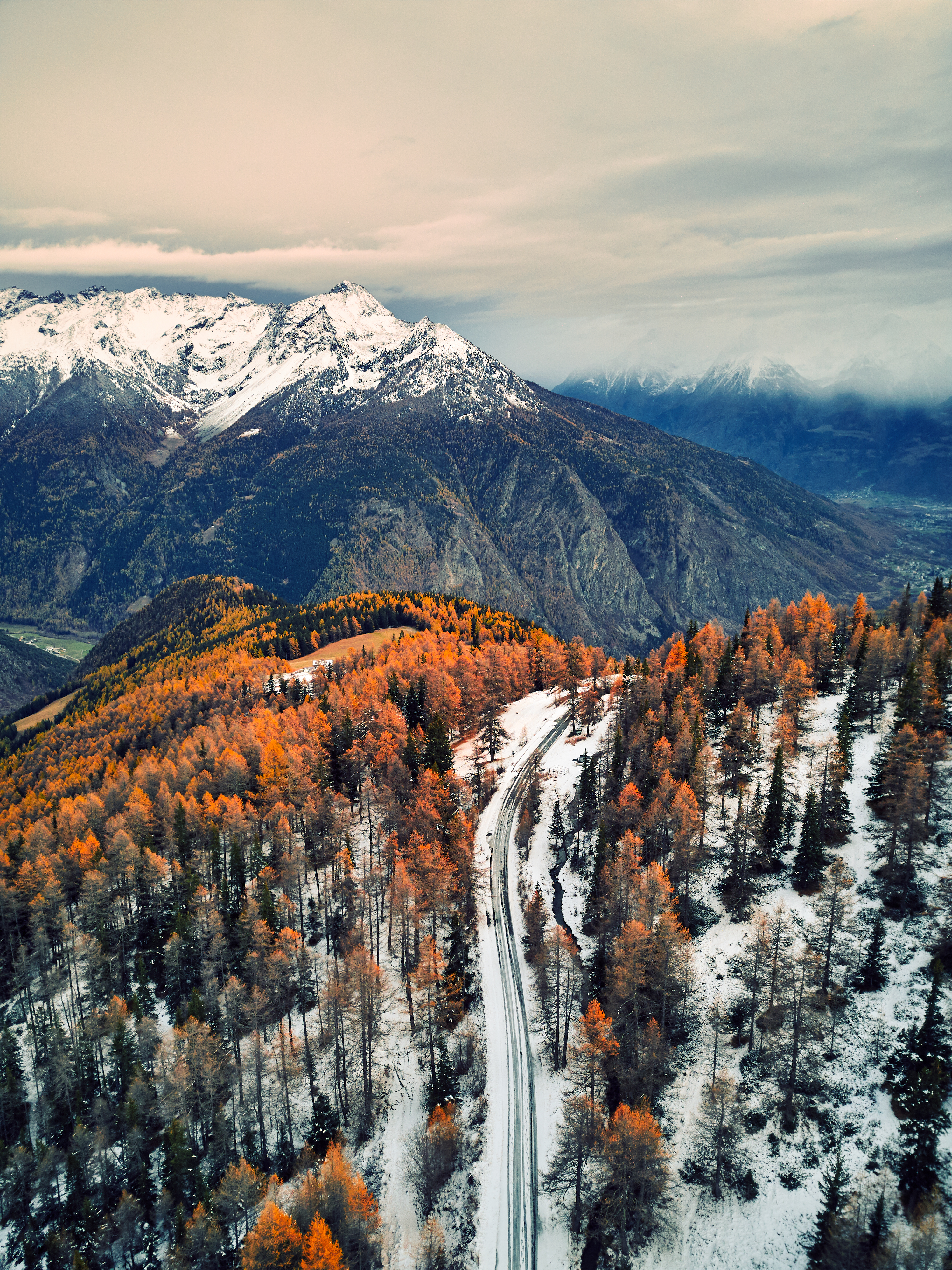
山小屋シャンピヨンからの眺め

イタリア共和国の北西部、アルプス山脈の山中に位置する州で、西はフランス、北はスイスとの国境に接する。南と東はイタリアのピエモンテ州と隣接している。州都アオスタは、トリノの北北西約80km、ジュネーヴの南東約104km、ミラノの西北西約149km、リヨンの東約194km、首都ローマの北西約594kmに位置する。
隣接する州およびそれに相当する行政区画は以下の通り。CHEはスイス領、FRAはフランス領を示す。
- ヴァレー州 (CHE) -北
- ピエモンテ州 - 南東
- オーヴェルニュ＝ローヌ＝アルプ地域圏 (FRA) - 西

隣接する県およびそれに相当する行政区画は以下の通り。
- アントルモン郡（英語版） (CHE) - 北
- エラン郡（英語版） (CHE) - 北東
- ヴィスプ郡（英語版） (CHE) - 北東
- ヴェルバーノ・クジオ・オッソラ県 - 東
- ビエッラ県 - 南東
- トリノ県 - 南
- サヴォワ県 (FRA) - 西
- オート＝サヴォワ県 (FRA) - 北西

### 地勢

#### 山岳
州の山岳はアルプス山脈（西アルプス山脈）のうちのグライエアルプス山脈およびペンニネアルプス山脈に分類される。北西のフランス国境にモンブラン、北から北東のスイス国境にマッターホルン、モンテ・ローザが連なる。
南にはグラン・パラディーゾが聳える。

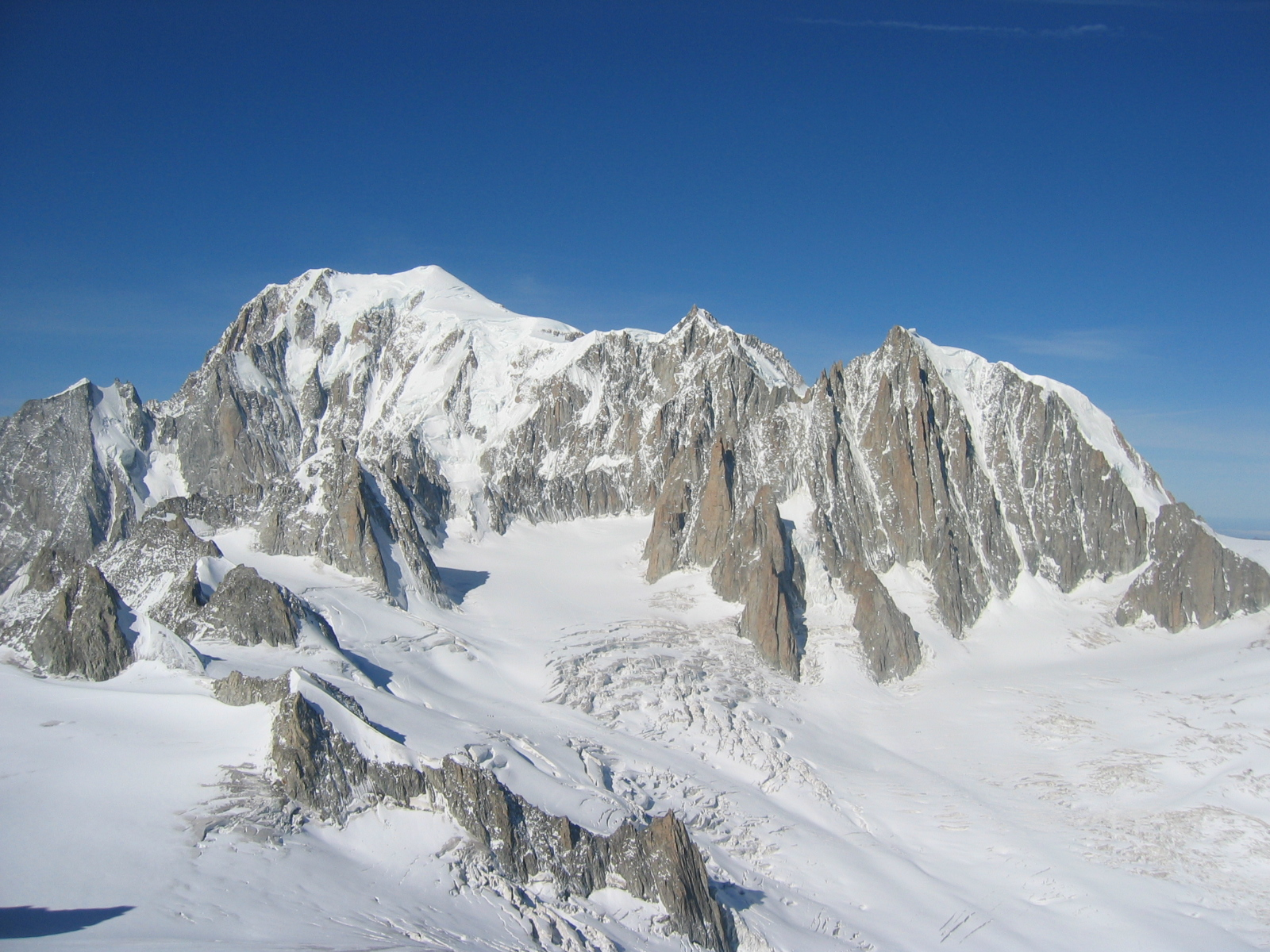
モンブラン
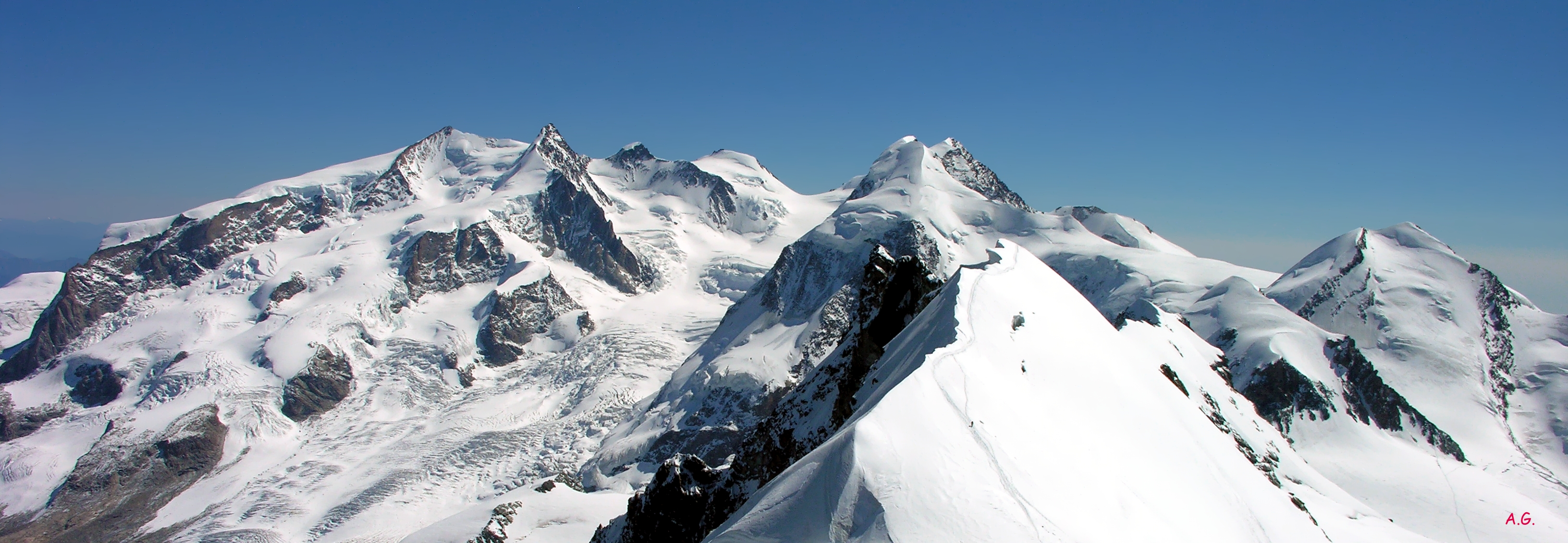
モンテ・ローザ
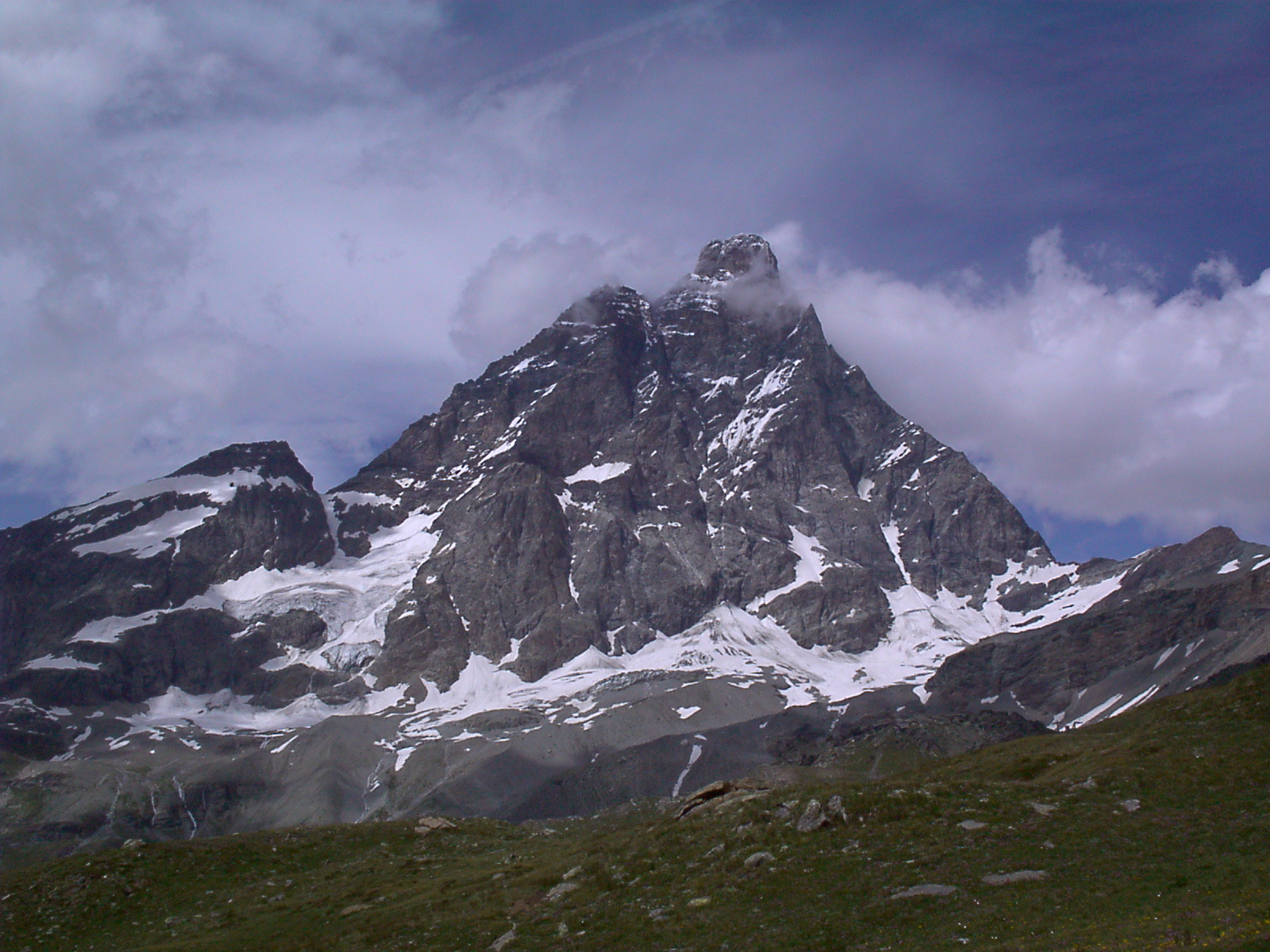
チェルヴィーノ

#### 河川と谷筋
ヴァッレ・ダオスタ（アオスタ谷）を形作る州域最大の川は、ドーラ・バルテア川（ポー川水系）である。モンブランをはじめとする山々や氷河の水を集め、クールマイユールから流れ下るこの川は、アオスタやシャティヨン、サン＝ヴァンサン、ポン＝サン＝マルタンといった州の主要な町を流れ、ピエモンテ州に入る。

#### 峠
北にグラン・サン・ベルナール峠がスイスのヴァレー州と、西にプチ・サン・ベルナール峠がフランスとを結ぶ街道となっていた。

### 主要な都市
2001年の国勢調査に基づく居住地区（Località abitata）別人口統計によれば、人口2500人以上の都市は以下の通り。（　）内は所属コムーネ（自治体）名を示すが、都市名と同一の場合は省いた。
- アオスタ - 32,534
- シャティヨン - 4,192
- サン＝ヴァンサン - 4,055
- ポン＝サン＝マルタン - 3,672
- クールマイユール - 2,743
- シェフ＝リュ（サン＝クリストフ） - 2,665

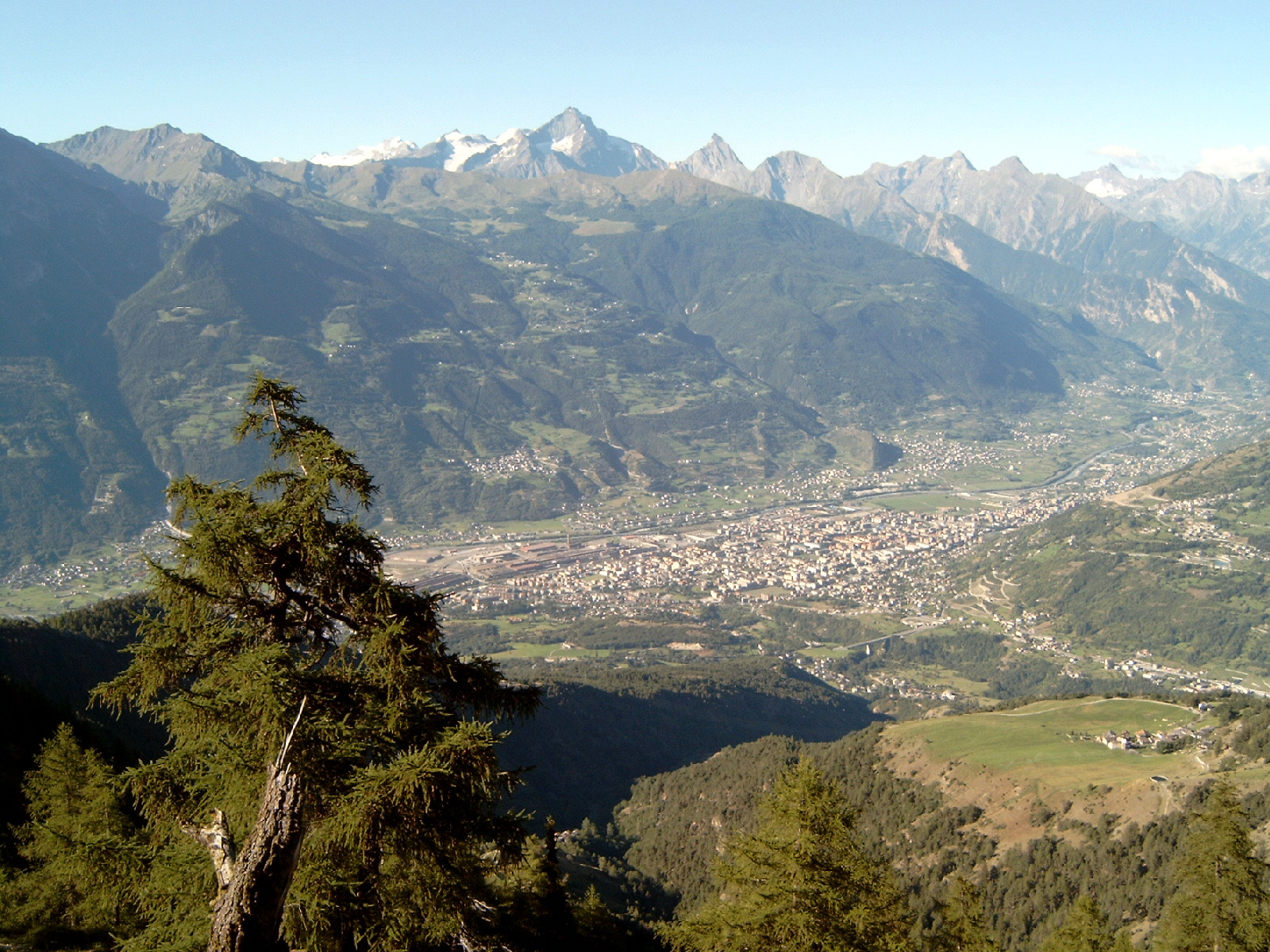
アオスタ

## 歴史

### 先史・古代

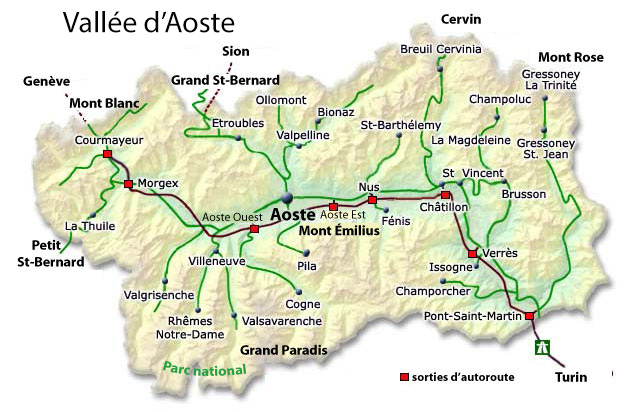
ヴァッレ・ダオスタ州地図

ヴァッレ・ダオスタの最初の定住者は、ケルト人やリグリア人 (Ligures) であった。彼らの言葉は、この地のいくつかの地名に残されている。少なくとも青銅器時代には営まれていた定住者たちの暮らしは、国立アオスタ考古学博物館にある充実した先史時代の展示に見ることができる。
ローマ人は、アウグストゥス帝時代の紀元前25年頃に先住のサラッシ人 (Salassi) （ケルト系あるいはリグリア系、イタリア系とされる人々）を征服した。ローマ人は戦略的に重要なアルプス越えの交通路の安全を確保するため、都市アウグスタ・プラエトリア・サラッソルム（現在のアオスタ）を建設し、属州アルペス・ポエニナエ（アルペス・グライアエとも）を置いて、橋や道路の整備を行った。アオスタには保存状態の良いローマ時代の遺跡が中心部に残っている。

### 中世前期
西ローマ帝国の崩壊後、この一帯には5世紀にゴート族（東ゴート王国）、次いでブルグント族（ブルグント王国）の勢力が入り、534年にフランク人（フランク王国）がブルグント族の王国を滅ぼしている。553年から563年にかけて東ローマ帝国、568年から575年にかけてランゴバルド人（ランゴバルド王国）がこの地を支配したが、その後フランク人が奪回した。

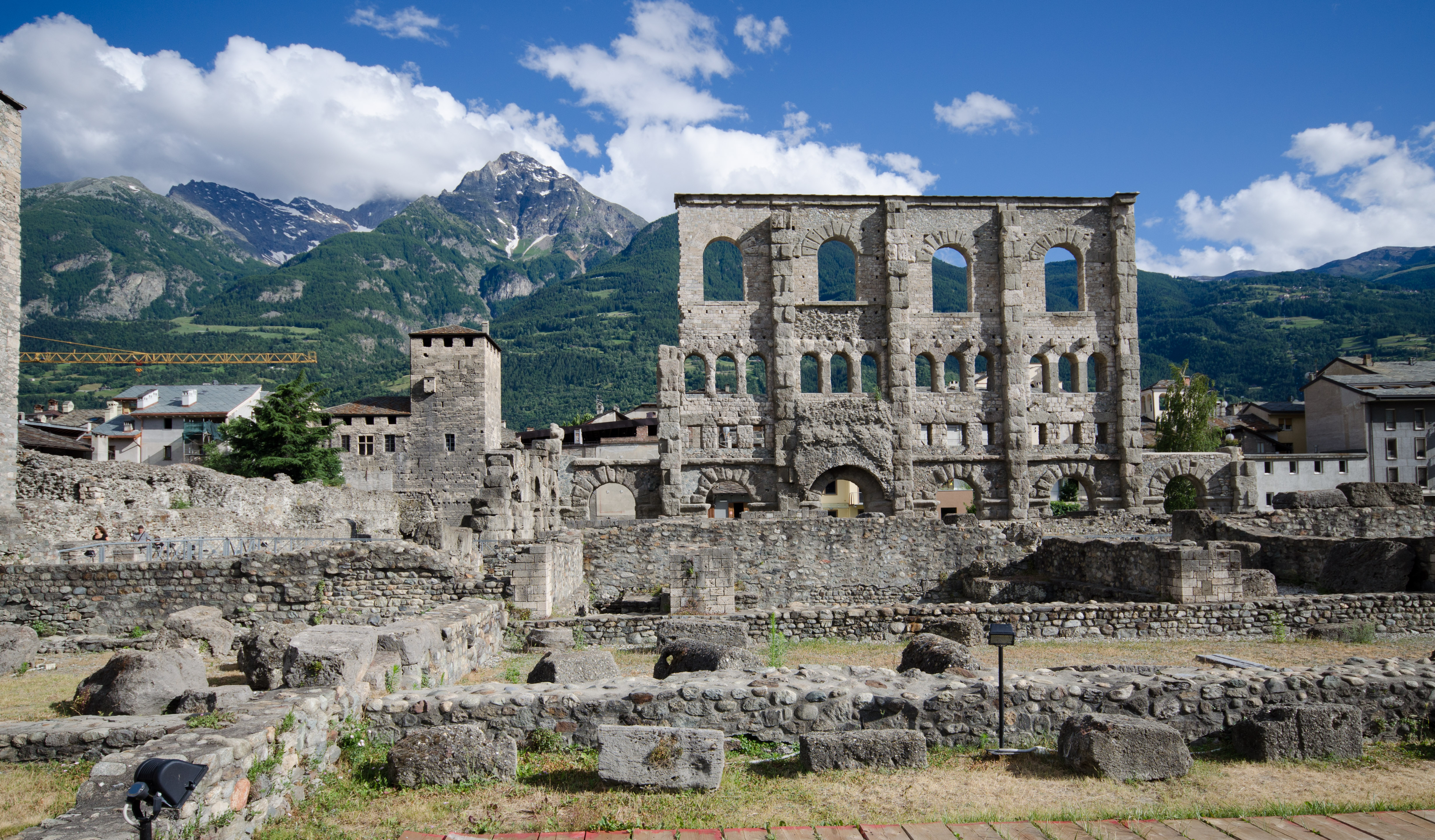
アオスタにあるローマ時代の劇場遺跡

843年、カロリング朝のカール大帝（シャルルマーニュ）の子の間でフランク王国が分割されると（ヴェルダン条約）、中部フランク王国（ロタール1世の王国）の一部となる。ロタール1世の没後はその長男ロドヴィコ2世が治めるイタリア王国の一部となったが、ロドヴィコ2世の没後西フランク王国に組み込まれる。その後、ユーラブルグント王国（上ブルグント王国）を経て、アルル王国（ブルグント王国）の一部となった。
ただし、ヴァッレ・ダオスタのうちでも季節的に孤立するような標高の高い地域では伝統的な自治が行われるようになり、外部の権力による掌握も大まかなものであった。諸国家の興亡は、ヴァッレ・ダオスタの住民の自治的な（事実上独立した）社会に大きな変化をもたらすことはなかった。

### サヴォイア家

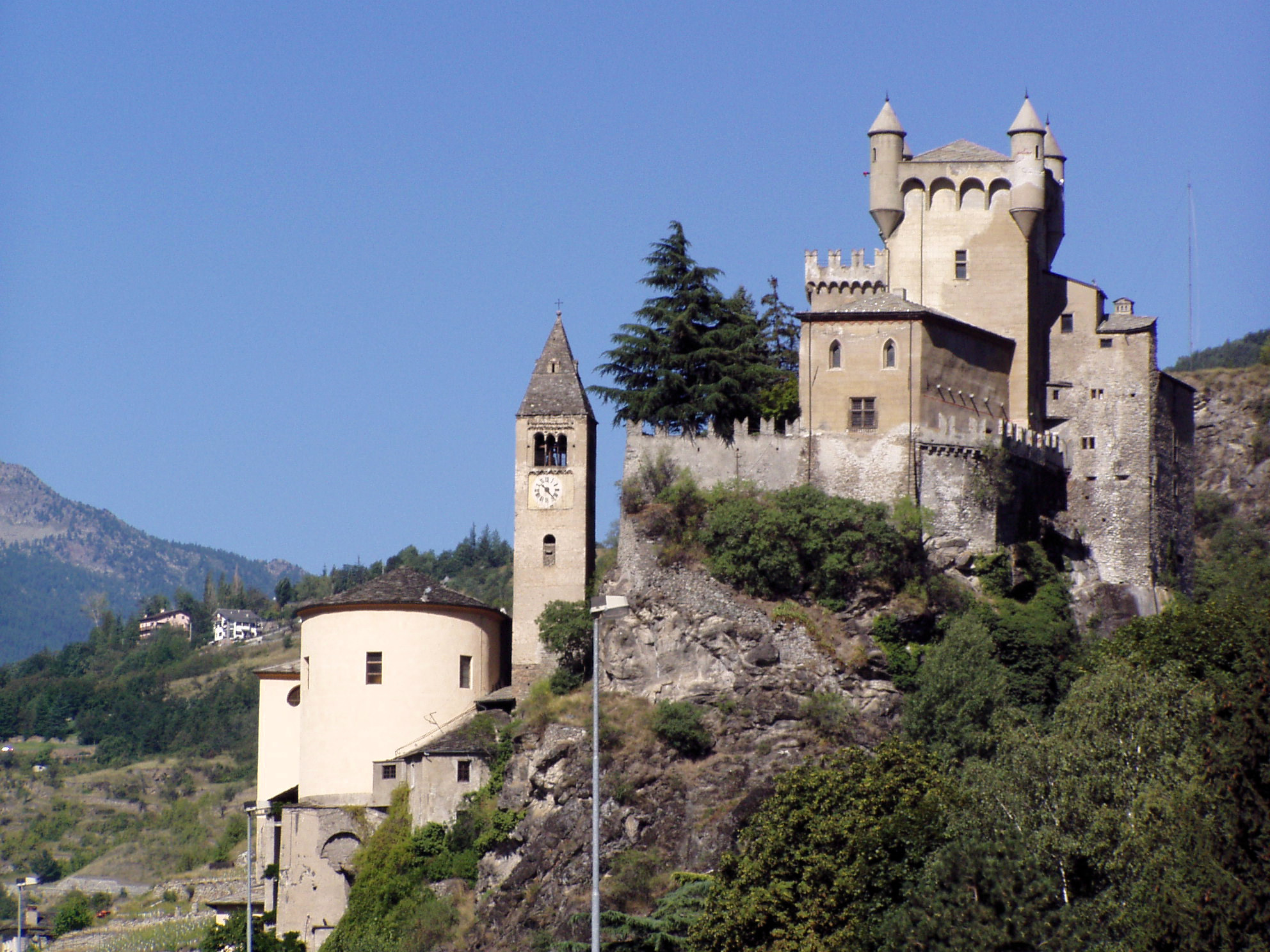
サン＝ピエール城（12世紀）

1032年、ブルグント王家が断絶すると、その称号と領土は神聖ローマ皇帝コンラート2世が継承した。コンラート2世は、サヴォイア伯ウンベルト1世ビアンカマーノ（サヴォイア家の家祖）に、新たにアオスタ伯の称号を与えた。なお、神学者・哲学者として高名なアンセルムスはこの時代（1033年頃）のアオスタに生まれている。この地域では城塞を構えた在地勢力が割拠しており、1191年にサヴォイア伯トンマーゾ1世 (Thomas, Count of Savoy) は共同体（コムーネ）の自治を保障する「自由の憲章」Charte des franchisesを与えた。なお、この時認められた自治権は1770年、ピエモンテとの一体化が図られるまで守られることとなった。
13世紀半ば、皇帝フリードリヒ2世は、アオスタの伯爵位を公爵位に格上げした。中世を通して、ヴァッレ・ダオスタは封建領主が割拠する状態であり、Gressoney 谷にある Challant 家の城塞群のように、多くの城館が点在していた。12世紀から13世紀にかけて、ドイツ語の一種（アレマン語の方言）であるヴァリス語（あるいはヴァルザー・ドイツ語）を話すヴァルザー (Walser) と呼ばれる人々がGressoney 谷で共同体をつくるようになった。21世紀の現在もいくつかのコムーネではヴァルザーのアイデンティティが受け継がれている。

アオスタ公爵領は、1536年に「フランス語」（中世フランス語）を公用語と定めた最初の政府となった（フランス王国がフランス語を公用語とするのはその3年後である）。

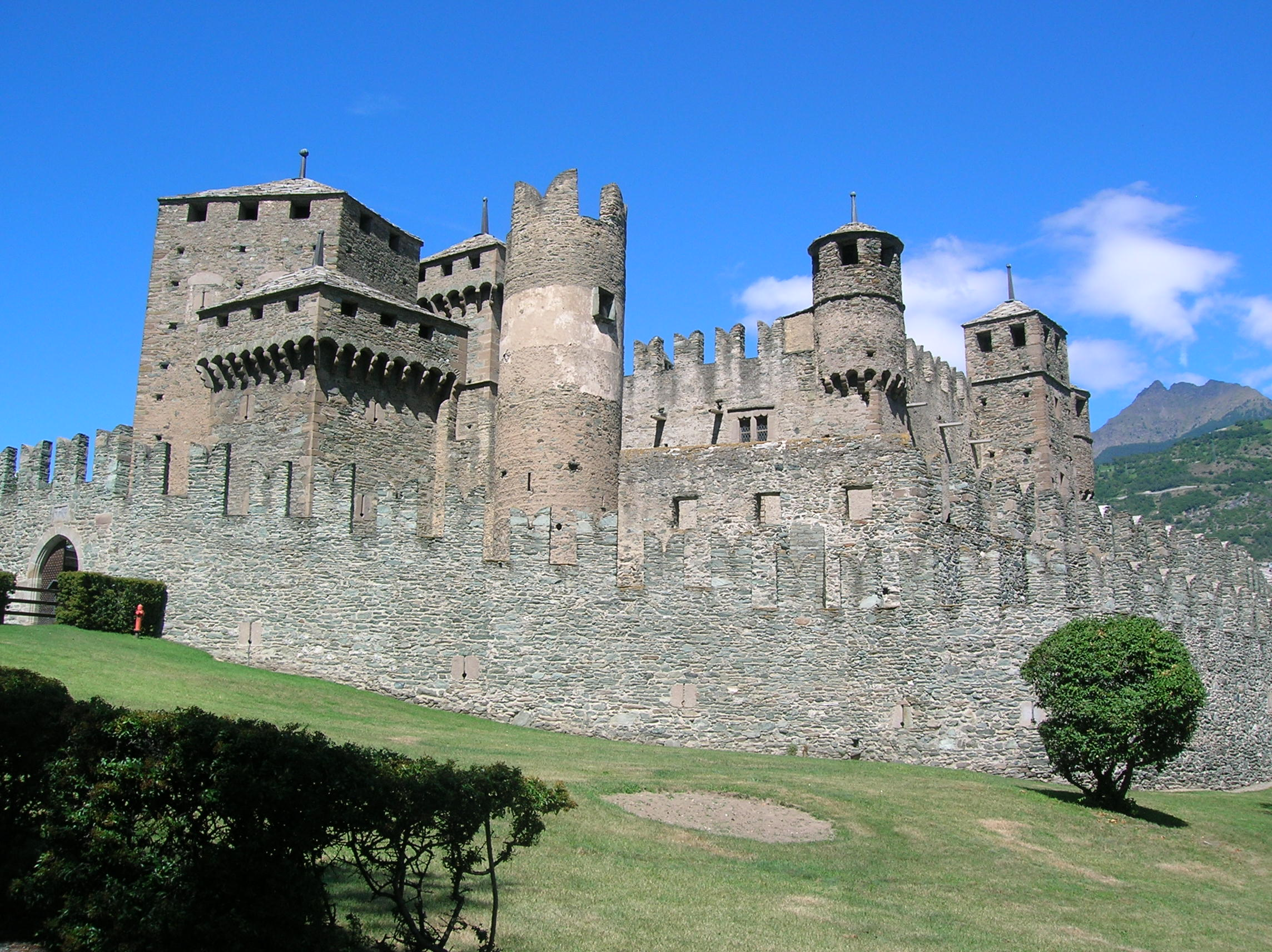
フェーニス城（13世紀）

ヴァッレ・ダオスタは、近代イタリア王国の領域ではもっとも古くからサヴォイア家の支配下にあった土地である。11世紀、家祖ウンベルト1世によって始まったサヴォイア家による支配は、サヴォイア伯国が15世紀にサヴォイア公国、18世紀にサルデーニャ王国と名称を改め、19世紀にイタリア統一を果たした近代イタリア王国が第二次世界大戦後に廃止されるまで900年余に及ぶ。例外はフランス王国によって占領された1539年から1563年にかけての期間（イタリア戦争中）と1691年の一時期（大同盟戦争戦争中）、そして1704年から1706年にかけての期間（スペイン継承戦争中）と、後述のフランス革命戦争期のみである。

### 近代・現代

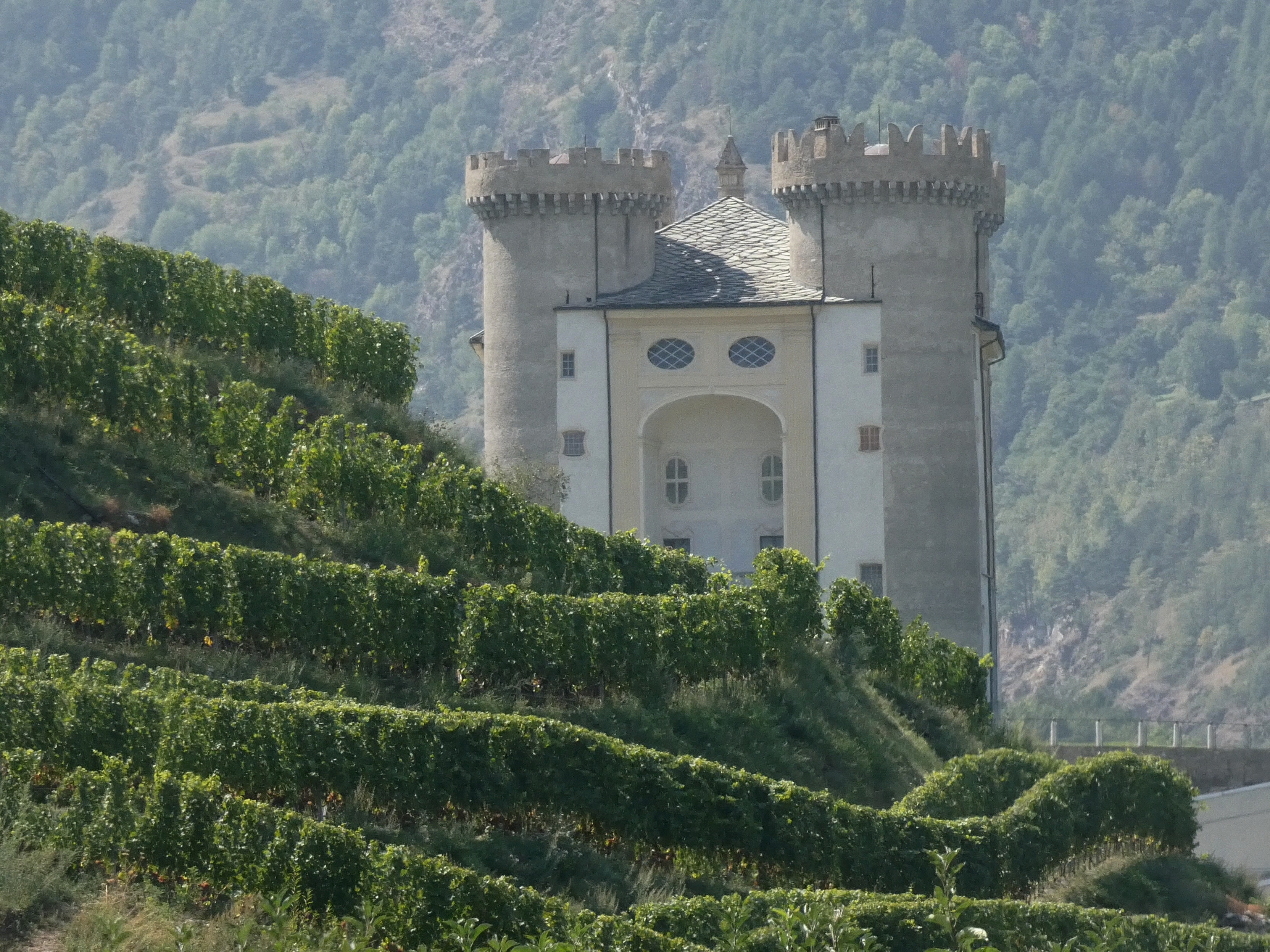
アイマヴィル城

1800年、ヴァッレ・ダオスタはフランス革命戦争に際してフランス共和国によって占領された。フランスによる支配はフランス第一帝政に引き継がれ、1814年まで続いた。フランス統治下では、Doire県のアオスタ郡であった。
1927年にアオスタ県となる。20世紀のムッソリーニ政権下ではイタリア化政策 (Italianization) が推進された。この中には、地名をイタリア語に翻訳することや、イタリア語を話す労働者をアオスタに移住させること、分離主義を抑制する運動を育成することなどが含まれる。フランスやスイスへの移民を選択した住民もいた（21世紀の現在もフランスやスイスには「ヴァッレ・ダオスタ人」のコミュニティが存在する）。そのため、第二次世界大戦ではパルチザンによる反ファッショ活動が行われた。
第二次世界大戦後、アオスタ県は1946年にヴァッレ・ダオスタ県となり、1948年の憲法により特別自治州としての位置づけが行われた。

## 行政区画

ヴァッレ・ダオスタ州に属する県はない

### 県
ヴァッレ・ダオスタ州に属する県はない。イタリアの州の中で、県が属さないのはヴァッレ・ダオスタ州のみである。
かつてはアオスタ県（Provincia di Aosta）が置かれていたが、1948年に自治州が設置された際に廃止された。統計等で県が単位とされる際には、便宜的に州が県を兼ねている。

### コムーネ
ヴァッレ・ダオスタ州には74のコムーネがある。主要なコムーネ（人口上位10位）は下表の通り。左端の数字はISTATコードを示す。人口は2011年1月1日現在。
| コード | 自治体名             | 人口   |
| ------ | -------------------- | ------ |
| 007003 | アオスタ             | 34,029 |
| 007020 | シャティヨン         | 4,912  |
| 007066 | サール               | 4,854  |
| 007065 | サン＝ヴァンサン     | 4,610  |
| 007052 | ポン＝サン＝マルテン | 3,996  |
| 007054 | クアール             | 3,879  |
| 007058 | サン＝クリストフ     | 3,347  |
| 007031 | グレッサーン         | 3,314  |
| 007063 | サン＝ピエール       | 3,114  |
| 007045 | ニュス               | 2,959  |

## 文化

### 言語
2006年の国立統計研究所（ISTAT）の統計によれば、6歳以上の住民の家庭内での会話における言語状況は以下の通り。イタリア語（Italiano）、地方言語（Dialetto）、他の言語（Altra lingua）についてのデータで、左列が全国平均、右列がヴァッレ・ダオスタ州の数値である。
| 家庭内の会話における使用言語           | 全国  | 州    |
| -------------------------------------- | ----- | ----- |
| イタリア語のみ、あるいは主にイタリア語 | 45.5% | 53.9% |
| 地方言語のみ、あるいは主に地方言語     | 16.0% | 9.3%  |
| イタリア語と地方言語の双方             | 32.5% | 24.5% |
| 他の言語                               | 5.1%  | 11.3% |

州の公用言語はフランス語とイタリア語である。標識類は両言語が併用されている。フランス語に属するアオスタ方言をアオスタ語と称することもある。
また、北部の一部には南部ドイツ語の一方言であるスイスアレマン語（アレマン語）を使用するアレマン系の住民もいる。

## 交通

### 道路
高速道路（アウトストラーダ）によってイタリア北西部の都市と、モンブラントンネルによってフランス側と結ばれている。
高速道路
- アウトストラーダ A5・モンブラントンネル : 欧州自動車道路E25号 線

国道
- SS26 (it:Strada statale 26 della Valle d'Aosta)

## 自然
アルプス山脈の豊かな自然が残っており、州内にはグラン・パラディーソ国立公園がおかれる。州内のアルプス山脈では、フランス、イタリア国境のモンブラン（イタリア語でモンテ・ビアンコ）が知られる。モンブラン山域は山岳スキーのメッカである。イタリア側山麓のクールマイユールには整備されたゲレンデがあり、スキー客、登山客でにぎわう保養地である。ミネラルウォーターでも知られる。スイス、イタリア国境はマッターホルン（イタリア語でチェルヴィーノ）でも知られる。

## スポーツ

### サッカー
州内に本拠を置くプロサッカークラブとしては以下がある。所属リーグは2012-13シーズン現在。
- SCヴァレー・ダオステ（英語版） （サン＝クリストフ） - レガ・プロ2（4部リーグ）

5部リーグ（アマチュア最上位リーグ）のセリエDでは、ピエモンテ州、リグリア州、ロンバルディア州のクラブとともにジローネAに属する。地方リーグ（6部リーグ）としてはエッチェッレンツァ・ピエモンテ (it:Eccellenza Piemonte) に参加している。

## 人物

### 著名な出身者
- アンセルムス - 11-12世紀の神学者・哲学者。アオスタ生まれ。